# Dysdera crocata
Dysdera crocata  (лат.) — вид аранеоморфных пауков из семейства Dysderidae.

## Описание
Длина тела самки составляет от 11 до 15 мм, самцы меньше — от 9 до 10 мм длиной, при этом длина крупных хелицер не учитываются. Просома тёмно-красного, а опистосома сероватого или желтоватого цвета. Длина хелицер составляет больше половины головогруди и поэтому они заметно выделяются. Dysdera crocata очень похож на вид Dysdera erythrina. Отличие состоит в том, что Dysdera crocata крупнее и имеет более длинные хелицеры. Также вид похож на Harpactea rubicunda. В отличие от него хелицеры больше и их верхняя часть направлена немного вперёд. Как у всех пауков семейства, глаза у Dysdera crocata посажены плотно, располагаясь на лбу почти по кругу.

## Распространение
Dysdera crocata — теплолюбивый паук. Его можно часто встретить в зданиях, влажных подвалах и теплицах. Вид распространён в Центральной Европе, но встречается скорее редко. В Средиземноморье это, напротив, частый вид.

## Образ жизни
Паук активен ночью, прячась в течение дня в твёрдом коконе из паутины, чаще под камнями. Он питается преимущественно мокрицами, которых избегают другие пауки. При помощи сильно удлинённых хелицер он может обхватить пластинки спины мокрицы и нанести свой ядовитый укус. Также он охотится на других пауков.

## Укусы
Если пойманный человеком паук почувствует себя в опасности, он может укусить своими длинными ядовитыми хелицерами. При этом укус может быть болезненным, но яд для людей безвреден и не приводит к проблемам со здоровьем. В некоторых случаях в месте укуса появляется зуд.